# 東ボディッシュ諸語
東ボディッシュ諸語 (ひがしボディッシュしょご) は、ボディッシュ諸語の中でも、ブータン東部周辺（チベットやアルナーチャル・プラデーシュ州の隣接地域を含む）において話される非チベット系の小規模な言語群である。
東ボディッシュ諸語には以下の言語が含まれる。
- ダクパ語（英語版） (タワン・メンパ語 Tawang Monpa)

- ザラ語

- ニェン語（マンデビ語とPhobjib語を含む）

- チャリ語

- ブムタン語

- ケン語

- クルテプ語

## 概説
"Bod"（བོད）はチベット語で「チベット」を意味する。
"East Bodish"という術語の初出とされるのはShafer (1955) である。Shaferはシナ・チベット語族の下位分類において、ダクパ語　(Dwags/Takpa) を"East Bodish Unit"として他のチベット諸語と共に分類している。
- Bodic Section
  - Bodish Branch
    - West Bodish Unit
    - Central Bodish Unit
    - South Bodish Unit
    - East Bodish Unit

  - Gurung Branch (タマン諸語)
  - Tshangla Branch (ツァンラ語)
  - Rgyalrong Branch (ギャロン諸語)

マイケル・アリスは、ブータン東部ブムタン周辺の「トンサ」(krong sar)、「マンデ村」(mang sde lung)、ケン、「クルテ」(kur stod)といった地区で話される言語が、ブータンの言語の中でも極めて古風な特徴を残している点に言及している。
東ボディッシュ諸語は、古チベット語に見られる幾つかの語彙的な改新を共有していない（e.g.「七」チベット語 bdun; ダクパ語 nis）。ニコラ・トゥルナドルによるチベット諸語の下位区分は、東ボディッシュ諸語を含んでいない。
ジョージ・ヴァン・ドリームは、当初オレ語もこの語群に含まれると主張していたが、後に独自の語派を成すとした。
「メンパ語（Monpa）」とも呼ばれ、ブータン東部においてゾンカ語以前に分布していたツァンラ語とその近縁言語は、ボディッシュ諸語において一つの語群を成すものの、東ボディッシュ諸語には属さない 。このため「メンパ」という語は言語分類においてはミスリーディングとなりうる。Zakhring語も東ボディッシュ諸語と近縁であるが、Miju語ないしそれに近い言語の影響を強く受けている。

## 下位分類

Languages of Bhutan, including the East Bodish languages

Hyslop (2010)は東ボディッシュ諸語を次のように分類している。
東ボディッシュ諸語
- Dakpa–Dzala
  - ダクパ語（英語版）
  - Dzala
- (中核語群)
  - Phobjip語
  - Chali–Bumthang
    - チャリ語
    - Bumthangic
      - ブムタン語
      - ケン語
      - クルテプ語

HyslopはPhobjip語 とチャリ語の位置はあくまでも暫定的なものであるとしている。
陸 (2002)は「メンバ語」(门巴语) を次のように分類している。
- 南部方言：山南市 ツォナ市（ロカ市）30,000人の話者。
  - ママ方言（麻玛土语）: 麻麻メンパ族郷,
  - タワン方言（达旺土语）:  タワン鎮（英語版）

- 北部方言: ニンテイ市メトク県に5,000人の話者。
  - ウェンラン方言（文浪土语）: 徳興区文浪郷
  - バンジン方言（邦金土语）: 邦金地区

## 再構
Hyslop (2014)は、東ボディッシュ祖語の語として以下のものを再構している。
- *kwa 「歯」

- *kra 「髪」

- *kak 「血」

- *kʰrat 「胴」

- *lak 「手」

- *ná 「鼻」

- *pOskOm (?) 「膝」

- *rOs 「骨」

- *gO- 「頭」

- *mE- 「目」

- *kram 「カワウソ」

- *ta 「馬」

- *kʰa- 「雌鶏」

- *wam 「鹿」

- *kʰwi 「犬」

- *kʰaça 「鹿」

- *zV 「食べる」

- *ra 「来る」

- *gal 「行く」

- *lok ‘pour’

- *dot 「眠る」

- *bi 「与える」

- *kʰar 「白」

- *mla 「矢」

- *gor 「石」

- *kʰwe/*tsʰi 「水」

- *rO (?) 「風」

- *On (?) 「赤ん坊」

- *daŋ 「昨日」

- *néŋ 「年」

- *da- 「今日」

- *tʰek 「一」

- *sum 「三」

- *ble 「四」

- *laŋa 「五」

- *grok 「六」

- *nís 「七」

- *gʲat 「八」

- *dOgO 「九」

- *kʰal(tʰek) 「二十」

- *ŋa 「私（一人称単数）」

- *i/*nVn 「あなた（二人称単数）」

- *kʰi/*ba 三人称単数

- *-ma 未来標識

- *lo 疑問コピュラ

Hyslop (2016)では、更に多くの再構形が示されている。